# Sielsowiet Ziabki
Sielsowiet Ziabki (biał. Зябкаўскі сельсавет, Ziabkauski sielsawiet; ros. Зябковский сельсовет) – sielsowiet na Białorusi, w obwodzie witebskim, w rejonie głębockim, z siedzibą w Ziabkach.

## Demografia
Według spisu z 2009 sielsowiet Ziabki zamieszkiwało 981 osób, w tym 869 Białorusinów (88,58%), 78 Polaków (7,95%), 23 Rosjan (2,34%), 4 Ukraińców (0,41%) i 7 osób innych narodowości.
Do 2019 liczba ludności spadła do 641 osób. Największymi miejscowościami były wówczas Proszkowo (309 mieszkańców) i Ziabki (159 mieszkańców). Liczba ludności żadnej z pozostałych miejscowości nie przekraczała 39 osób.

## Geografia i transport
Sielsowiet geograficznie położony jest na Pojezierzu Białoruskim, a historycznie na Wileńszczyznie, w środkowowschodniej części rejonu głębockiego. Częściowo na jego terenie położony jest Rezerwat Hydrologiczny Dołhe.
Przez sielsowiet przebiega droga republikańska R45 oraz linia kolejowa Połock – Mołodeczno.

## Miejscowości
- agromiasteczko:
  - Proszkowo
- wsie:

| - - Borowe - Chodorowo - Dołhe - Dworzyca - Górki 1 - Górki 2 - Grochowie | - - Hołownie - Jurkowo - Kozyrowo - Krzywicze - Prudowie - Skrypszczyna | - - Stukanki - Stukany - Świadowo - Uhły - Zadworze - Ziabki |

- chutory:

| - - Cerkowno - Chwoszczowo - Dworzec - Karmany 1 - Karmany 3 - Kmity | - - Kopciele - Łozowiki - Paulinki - Piotrowszczyzna - Podauta - Szabany |